# John Worth Kern
John Worth Kern (né à Alto, dans l'Indiana, le 20 décembre 1849 – mort à Asheville, Caroline du Nord, le 17 août 1917) est un homme politique américain, membre du Parti démocrate.

## Biographie
Juriste à Kokomo, Kern fut élu membre du Sénat de l'Indiana en 1893. Candidat malheureux au poste de gouverneur de l'Indiana en 1900 puis en 1904, il fut choisi comme candidat à la vice-présidence en tant que colistier de William Jennings Bryan lors de l'élection présidentielle de 1908.
En 1910, il fut élu sénateur. De sensibilité progressiste, il eut un rôle important dans la rédaction de la plateforme électorale du Parti démocrate pour 1912, y incluant un projet de réforme bancaire et fiscale ainsi qu'une proposition en faveur de l'élection des sénateurs au suffrage direct. Ayant ainsi contribué à la victoire de Woodrow Wilson, il fut nommé à la tête de la majorité au Sénat. Il perdit cependant son siège lors de l'élection de 1916.